# Droga wojewódzka 332
Die Droga wojewódzka 332 (DW 332) ist eine vier Kilometer lange Droga wojewódzka (Woiwodschaftsstraße) in der polnischen Woiwodschaft Niederschlesien, die Sieniawka und Kopaczów verbindet. Die Strecke liegt im Powiat Zgorzelecki.
Der Zweck der Straße ist die Verbindung der tschechischen Fernverkehrsstraße I/35 mit der deutschen B 178 um unter anderem die Fernverkehrsstraße I/9 vom Güterverkehr zu entlasten und die Anbindung an die Bundesautobahn 4 zu beschleunigen. Die Finanzierung des kurzen polnischen Abschnittes übernahmen laut trinationalen Vertrag vom 5. April 2004 Deutschland und Tschechien. Der Bau des Teilstückes wurde von Deutschland mit 12,5 Mio. Euro und von Tschechien mit 2 Mio. Euro finanziert und war 2010 in großen Teilen abgeschlossen.

## Streckenverlauf
Woiwodschaft Niederschlesien, Powiat Zgorzelecki
-  Sieniawka (Kleinschönau) (DW 354)
- Kopaczów (Oberullersdorf)